# فلیکس ماته

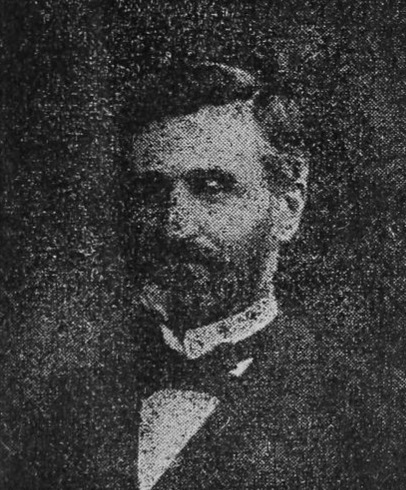
فلیکس ماته - ۱۸۹۴

فلیکس ماته (۱۸۳۴ – ۱۹۱۱) سیاستمدار فرانسوی بود.

## اوایل زندگی
فلیکس ماته در ۲۰ نوامبر ۱۸۳۴ در مولن، اوورن، روستایی فرانسه به دنیا آمد. پدرش در سه سالگی درگذشت و توسط عمویش آنتوان فلیکس ماته به فرزندی پذیرفت. او یک برادر به نام هانری ماته داشت.
او از سال ۱۸۸۳ تا ۱۸۹۵ به عنوان عضو اتاق نمایندگان خدمت کرد.

## وفات
او در ۲۷ اوت ۱۹۱۱ در مولن، اوورن درگذشت.